# Нисибисский мирный договор (298)
Нисиби́сский мирный договор 298 года — мирный договор, заключённый между Римской империей и сасанидским Ираном в городе Нисибисе по итогам войны 296—298 годов.

## Предыстория
Возникшая в первой половине III века на месте Парфянского царства Сасанидская держава с первых же лет своего существования начала проводить крайне агрессивную внешнюю политику. На западе главным противником Сасанидов являлась Римская империя. Кроме того, Персия стремилась взять под свой контроль Армению — важнейшего союзника Рима в Передней Азии, а также Иберию.
В 230-х — 280-х годах внешняя политика Сасанидов на западе была в целом успешной, чему в немалой степени способствовал кризис, который переживала Римская империя. Однако после вступления на престол императора Диоклетиана ситуация в Римском государстве стабилизировалась, что создало предпосылки для успешной борьбы с персидскими вторжениями на территорию империи.
В 296 году персидский шаханшах Нарсе вторгся на территорию Армении, изгнав оттуда Трдата III, а затем — в восточные провинции Римской империи. Против Нарсе была направлена армия во главе с императором Галерием. В одной из битв в 297 г. римляне потерпели серьёзное поражение, что заставило их стянуть на восточную границу дополнительные части с Дуная и из Иллирии, а также призвать на помощь армянские войска. В 298 г. в решающем сражении при Сатале в Армении армия Галерия нанесла персам сокрушительное поражение; кроме того, в руки римлян попали члены царской семьи и обоз. В результате Нарсе был вынужден пойти на мирные переговоры.

## Участники переговоров
По согласованному решению Диоклетиана и Галерия представителем Римской империи на мирных переговорах был назначен magister memoriae Сикорий Проб. С персидской стороны в переговорах участвовали сам шаханшах Нарсе, а также его приближённые: Аффарба, Архапет и Барсаборс.

## Условия договора
Сведения об условиях Нисибисского мирного договора содержатся, главным образом, в двух источниках: это сочинения Аммиана Марцеллина и Петра Патрикия.
Согласно Аммиану, по условиям Нисибисского мира к Риму перешли пять областей в Верхней Месопотамии: Арзанена, Моксоена, Забдикена, Регимена и Кордуэна.
Пётр Патрикий сообщает более подробные сведения и перечисляет целый ряд условий римско-персидского договора:
- передача Риму Интилены, Софены, Арзанены, Кордуэны и Забдикены;
- установление границы между Римской империей и Сасанидским царством по Тигру;
- определение чёткой границы между Персией и Арменией (по границе Мидии);
- назначение царей Иберии переходит в ведение римских императоров;
- определение Нисибиса единственным местом торговли между Римом и Ираном.

В перечнях Аммиана и Петра совпадают названия трёх областей: Арзанены, Кордуэны и Забдикены. Что касается двух остальных, то здесь, скорее всего, предпочтение следует отдать списку Аммиана, имевшего достаточно высокое положение при императорском штабе в момент заключения мирного договора 363 года (при описании которого историк и сообщает о договоре 298 г.) и, следовательно, вряд ли допустившего ошибку в таком важном вопросе.

## Значение и последствия договора
После заключения Нисибисского договора вплоть до 337 года военные конфликты между Римской империей и сасанидским Ираном фактически прекратились. Это позволило обеим державам сосредоточиться на решении внутренних проблем, поскольку в начале IV века и в Риме, и в Иране обострилась внутриполитическая борьба.
Прекращение военных действий предоставило Риму, Ирану и их союзникам передышку и позволило избежать многочисленных человеческих жертв и экономического ущерба.
Нисибисский договор закрепил военно-политическую гегемонию Римской империи в переднеазиатском регионе более чем на 60 лет — до тех пор, пока в 363 г. не был подписан новый римско-персидский договор о разделе сфер влияния в Азии.
Международная торговля на Ближнем Востоке в значительной мере перешла под контроль Рима, поскольку торговые операции между римскими и персидскими торговцами происходили на римской территории (в Нисибисе).
Одним из последствий заключения Нисибисского мира стало признание обеими державами суверенитета Армянского царства, нарушенного персами в ходе войны 296—298 годов, и определение границ Армении.
В то же время Нисибисский мир 298 года с самого начала фактически являлся перемирием, поскольку Сасаниды пошли на его подписание под давлением обстоятельств и не могли смириться с усилением римских позиций в Месопотамии и Закавказье. В связи с этим обе стороны готовились к дальнейшему продолжению вооружённой борьбы за господство в Передней Азии. Так, именно в годы, последовавшие за Нисибисским договором, римлянами была усилена имевшая важное стратегическое значение линия укреплений на границе с Месопотамией по линии Дамаск — Пальмира — Сура (так называемая Strata Diocletiana). Под влиянием Рима Иберия в 330 году приняла христианство, объективно став ещё одним союзником империи в Закавказье.
В военно-историческом аспекте Нисибисский договор 298 года ознаменовал завершение первого этапа римско-персидских войн.